# 榄绿阿魏
榄绿阿魏（学名：Ferula olivacea），别名万丈深、白芷，为伞形科阿魏属下的一个植物种，为中国的特有植物。分布在中国大陆的云南等地，生长于海拔2,500米至3,300米的地区，见于草坡、峡谷石隙及林中。
种加词 olivacea 意为“橄榄状的”。